# Ян Вейчжень
Ян Вейчжень (楊维楨, 1296 —1370) — китайський каліграф, живописець, вчений часів династії Юань.

## Життєпис
Народився у 1296 році у м. Гуйцзі (сучасний Шаосін, провінція Чжецзян). Походив з уславленого вченого роду, що дав китайській культурі у X столітті видатного каліграфа Ян Нінши. Батько Ян Вейчженя володів величезною бібліотекою, що розташовувалася в павільйоні «Залізний стрімчак» (Тея), до якого юний каліграф був прив'язаний настільки, що пізніше назва павільйону стане одним з його псевдонімів. У 1327 році Ян Вейчжень склав іспити на вищий вчений ступінь цзіньши, після чого протягом десятиліть обіймав високі посади в монгольської адміністрації. Після відставки за віком Ян Вейчжень жив у своєму маєтку, що розташовувався в околицях сучасного Шанхаю. Поезію, каліграфію і живопис він поєднував з даоськими практиками. В головному уборі монаха, в одежі з пір'я цей вчений муж плавав по річці на човні, награючи на флейті старовинні мелодії. Помер у 1370 році.

## Каліграфія
Стиль Ян Вейчженя у дрібноформатному статуті був значно відмінний від манери Чжао Менфу. Він наслідував Оуян Туну, стиль якого, своєю чергою, пов'язаний з пам'ятниками Південних і Північних династій. Пластика рис Ян Вейчженя будується на значній зміні натиску й відповідно товщини лінії в межах однієї риси, що надає знакам додаткову внутрішню динаміку, яка місцями виходила зовні. Прагнення забарвлювати пластику статичних почерків прийомами письма, взятими зі скорописних почерків, характерно в цілому для творчості Ян Вейчженя. Він створив оригінальну версію почерку сіншу, наближену до листа куанцао. Пензель Ян Вейчженя починав свій рух з широких розчерків густою, вологою тушшю і діяв до повної її віддачі, скорочуючи натиск до ледве видимого дотику. Майстер спеціально писав старими китицями, що створювали розпатлані і м'які риси. Його ієрогліфи виглядали незвично та порівнювалися китайськими знавцями з «водним потоком, що летить».
Найбільш відомі сувої «Чжоу Шанцин мучжімін» (почерк кайшу, музей провінції Ляонін), «Чженьцзинань муюань шу» (почерк сіншу, Шанхайський музей мистецтв).